# BglII
BglII é uma enzima de restrição do tipo II, isolada de certos tipos de estirpes de Bacillus globiggi e faz parte do sistema de restrição-modificação.
Em biologia molecular, é uma enzima de restrição vulgarmente utilizada. Cria extremidades coesivas no ADN. A sequência de ácidos nucleicos onde a enzima faz o corte é A|GATCT, que é um palíndromo, já que a sua sequência complementar é TCTAG|A.

## Usos
Porque têm a habilidade de cortar o ADN em locais previsíveis e deixarem extermidades que podem novamente ser religadas, as enzimas de restrição são vulgarmente utilizadas em clonagem, rastreio de ADN, mutagénese, e em outras técnicas comuns. Algumas destas enzimas produzem extremidades coesivas, capazes de se ligarem aos produtos de da acção de diferentes enzimas de restrição.